# Preisgesetz (Deutschland)
Preisgesetz ist die amtliche Kurzbezeichnung für das deutsche Übergangsgesetz über Preisbildung und Preisüberwachung (PreisG). Es wurde am 10. April 1948 durch den Wirtschaftsrat für das bizonale Wirtschaftsgebiet erlassen und am 21. April 1948 verkündet (WiGBl. S. 27). Das Gesetz galt zunächst nur für die amerikanische und die britische Besatzungszone in Deutschland, sein Geltungsbereich wurde aber durch Bundesgesetz mit Wirkung vom 1. Januar 1950 auf die Länder der französischen Besatzungszone, zu der auch der bayerische Landkreis Lindau gehörte, ausgedehnt. Im Laufe der Jahrzehnte verlor es an Bedeutung und ist im 21. Jahrhundert nur noch auf wenige sachliche Geltungsbereiche beschränkt, insbesondere die Aufträge der öffentlichen Hand, mit Ausnahme derer für Bauleistungen.

## Hintergrund

### Einheitliche Regelungen nach dem Ende des Zweiten Weltkriegs
Das Preisgesetz ermächtigte den Direktor der Verwaltung für Wirtschaft des Vereinigten Wirtschaftsgebietes (Direktor für Wirtschaft) und die obersten Landesbehörden, „Anordnungen und Verfügungen (zu) erlassen, durch die Preise, Mieten, Pachten, Gebühren und sonstige Entgelte für Güter und Leistungen jeder Art, ausgenommen Löhne, festgesetzt oder genehmigt werden, oder durch die der Preisstand aufrechterhalten werden soll“.
Die dem Direktor für Wirtschaft erteilte Ermächtigung ist nach Art. 129 GG auf den Bundesminister für Wirtschaft übergegangen.
Im Hinblick auf die mit der Währungsreform in den Westzonen verbundenen Erwartungen sollte das Preisgesetz nach seinem § 16 bereits am 31. Dezember 1948 wieder außer Kraft treten. Doch auch in der Folgezeit konnte nicht auf preisregulierende staatliche Maßnahmen verzichtet werden. Schon in direktem Zusammenhang mit der Währungsreform wurden am 24. Juni 1948 das Gesetz über Leitsätze für die Bewirtschaftung und Preispolitik nach der Geldreform und am 25. Juni 1948 die Anordnung über Preisbildung und Preisüberwachung nach der Währungsreform  erlassen. Letztere sah vor, dass – ungeachtet des mittelfristigen wirtschaftspolitischen Ziels der Preisfreigabe – die Preisbindungsvorschriften für landwirtschaftliche Bedarfsgüter und Erzeugnisse, Energie, Arzneimittel, Rohstoffe, Mieten und Pachten, bestimmte Kulturgüter und Beförderungsentgelte als Höchst-, Fest- oder Mindestpreisvorschriften in Kraft blieben. 
In der Folgezeit wurden Preisvorschriften mehr und mehr außer Kraft gesetzt. Derzeit (Stand ??) sind nur noch wenige auf der Ermächtigungsgrundlage des § 2 PreisG beruhende Rechtsverordnungen in Kraft, z. B. die Verordnung PR Nr. 30/53 über die Preise bei öffentlichen Aufträgen vom 21. November 1953, die jedoch nicht für Bauleistungen gilt. Allerdings bestehen spezialgesetzlich geregelte Preis- und Tarifvorschriften, so z. B. für Arzneimittel und im Beförderungsgewerbe. Auch die Entgelte für die Tätigkeit der freien Berufe sind weitgehend durch Gebührenordnungen und Vergütungsgesetze geregelt.
Die Geltungsdauer des Gesetzes selbst wurde mehrfach verlängert, zuletzt durch Bundesgesetz vom 29. März 1951 „bis zum Inkrafttreten eines neuen Preisgesetzes“. Sollte sich eine wirtschaftspolitische Notwendigkeit ergeben, können sowohl der Bundesminister für Wirtschaft als auch die obersten Landesbehörden jederzeit von den im Preisgesetz enthaltenen Ermächtigungen Gebrauch machen.
Das Preisgesetz ist nach einer Entscheidung des Bundesverfassungsgerichts vom 12. November 1958 mit dem Grundgesetz vereinbar.
In Aufträgen für die öffentliche Hand sind grundsätzlich Marktpreise zu vereinbaren. Ist dies nicht möglich, beispielsweise wegen fehlender Anbieter, kann nach den Leitsätzen für die Preisermittlung auf Grund von Selbstkosten entsprechend der Rangfolge der "Preistreppe" ein Selbstkostenfestpreis oder Selbstkostenrichtpreis und in Ausnahmefällen ein Selbstkostenerstattungspreis vereinbart werden. Die Ermittlung der Selbstkosten ist eine der Aufgaben der betrieblichen Kosten- und Leistungsrechnung. Die Preisüberwachungsstellen der Bundesländer können – je nach vereinbarten Preistyp – vor, während und nach dem Auftrag prüfen, ob die in Rechnung gestellten Kosten angemessen sind. Öffentliche Auftraggeber haben außerdem die Regelungen des Vergaberechts zu berücksichtigen.

### Rüstungsaufträge
Darüber hinaus hat das Bundesamt für Ausrüstung, Informationstechnik und Nutzung der Bundeswehr (BAAINBw) – früher: Bundesamt für Wehrtechnik und Beschaffung (BWB) – für Verteidigungsaufträge ein eigenes begrenztes und vertraglich zu vereinbarendes Prüfrecht für Selbstkostenfestpreise und Selbstkostenrichtpreise entsprechend einer Ressortvereinbarung zwischen dem Bundesministerium der Verteidigung und dem Bundesministerium für Wirtschaft und Technologie. In der Diskussion über die Rüstungsbeschaffung für die Bundeswehr im Oktober 2014 wies Georg Wilhelm Adamowitsch, Hauptgeschäftsführer des Bundesverbandes der Deutschen Sicherheits- und Verteidigungsindustrie, darauf hin, dass die Rüstungsunternehmen aufgrund des öffentlichen Preisrechts nur eine Gewinnmarge von maximal 6 % hätten. Bei dieser Gewinnmarge handelt es sich um einen nach der sogenannten Bonner Formel ermittelten kalkulatorischen Gewinnzuschlag auf die gemäß den Leitsätzen für Preisermittlung auf Grund von Selbstkosten ermittelten Selbstkosten, die auch kalkulatorische Bestandteile (z. B. Zinsen) enthalten. Nach Bontrup könnte der Staat „bei einer entsprechenden Novellierung des Preisrechts Einsparungen in Milliardenhöhe erzielen“.

### Entwicklung seit 2013
Das Bundesministerium für Wirtschaft und Technologie (BMWi) hat Ende 2013 ein Gutachten zur Bedeutung und Relevanz der VO PR 30/53 in Auftrag gegeben. Es sollte eine Standortbestimmung unter Betrachtung von Notwendigkeit, Sinn und Zweck hoheitlicher preisrechtlicher Vorgaben für die Vergabe öffentlicher Liefer- und Dienstleistungsaufträge erfolgen. Den Zuschlag bekam das Institut für Forschung und Transfer (RIF) e. V. in Dortmund bzw. eine Bietergemeinschaft bestehend aus dem RIF e.V. und Oliver Dörr – durchgeführt wurde das Gutachten von Oliver Dörr und Andreas Hoffjan. Das Gutachten wurde vom BMWi abgenommen und veröffentlicht. Auf Basis dieses Gutachtens und der Empfehlungen wird das BMWi über eine Novellierung der Vorschriften des öffentlichen Preisrechts entscheiden.